# Ben van der Stee
B.P.M. (Ben) van der Stee (Loosduinen, 26 juni 1965) is een Nederlands politicus. Hij was van 2006 tot 2010 wethouder namens de Lokale Politieke Federatie Westland (LPF Westland) in de Zuid-Hollandse gemeente Westland. Hij was tevens derde locoburgemeester. Van 2010 tot 2018 was hij gemeenteraadslid. Nadat LPF Westland toetrad tot het college in Westland in 2018, werd van der Stee opnieuw beëdigd als wethouder op 15 mei 2018. Op 24 mei 2022 maakte hij de overstap naar Westland Verstandig.
Van der Stee werkte zes jaar als directeur van de Mariaschool, een rooms-katholieke basisschool in Wateringen, voordat hij op 18 april 2006 geïnstalleerd werd als wethouder. Hij had de portefeuille Onderwijs, Jeugd- en jongerenwerk, Kinderopvang, Sport, Personeel & Organisatie en Facilitaire Zaken gekregen.
Van der Stee is tot heden de enige wethouder geweest namens de LPF. Inmiddels is deze partij op landelijk niveau opgeheven, Lijst Pim Fortuyn (LPF). Omdat de partij "Lijst Pim Fortuyn' niet meer bestaat, heet de LPF-afdeling in Westland sinds maart 2009 Lokale Politieke Federatie Westland, eveneens afgekort als LPF (Westland).